# Graphania angusta
Graphania angusta är en fjärilsart som beskrevs av Felder 1874. Graphania angusta ingår i släktet Graphania och familjen nattflyn. Inga underarter finns listade i Catalogue of Life.